# Osm trigramů
S pojmy hexagramy a trigramy pracuje kniha I-ťing (pinyin: Yìjīng zjednodušené znaky 易经), jež byla údajně vytvořena politickým poradcem prvního krále dynastie Čou (pinyin: Zhōu zjednodušené znaky 周), tedy v období 1150–249 př. n. l. V této době rovněž dospěla do své konečné podoby, v níž se dochovala dodnes.

## Princip I-ťingu
I-ťing nejprve sloužil k měření času a určování ročního období. Později se z něj stala věštecká příručka, sloužící k určení toho, jak současné síly ovlivní naši situaci v budoucnu. Základním principem, jak tuto skutečnost zjistit, je položení otázky, na kterou se I-ťing bude snažit najít odpověď, a následně hod třemi mincemi. Osoba, jež chce zjistit danou skutečnost, by se měla vyvarovat otázek typu ano-ne a raději by se měla zaměřovat na účinky konkrétního kroku (např. Co se stane, pokud...), ptát se po povaze daného vztahu atd. Poté nastává hod třemi mincemi (které je třeba hodit zároveň a celkem šestkrát). Každý jeden vrh a jeho kombinace mincí představuje určitou čáru, jež je třeba postupně zapisovat a pomocí nich vytvořit hexagram. Následně je třeba hexagram v I'-ťingu dohledat a přečíst si jeho význam, jenž nabídne odpověď na původní otázku.

## Trigramy

Trigramy

Stavebními kameny hexagramů jsou tzv. trigramy. Ty se skládají z nepřerušovaných čar (mužských) a přerušovaných čar (ženských). Každý trigram tvoří kombinaci tří čar. Tyto prvky se dále skládají do celkem osmi struktur. Každá z osmi možných kombinací tří čar (23=8) navíc reprezentuje jeden z osmi základních přírodních živlů. Umocněním těchto osmi trigramů pak vznikne 64 hexagramů. To tedy znamená, že každý jeden hexagram se skládá ze dvou nad sebou položených trigramů. Každý z těchto 64 rozdílných obrazců tvoří určitý věštecký text.

### Osm trigramů / bagua
Trigramy je rovněž možné dohledat pod pojmy Osm trigramů nebo Pa-kua (pinyin: Bāguà zjednodušené znaky: 八卦. Tímto pojmem jsou označovány neboť představují osm symbolů, jež se používají v taoistické kosmologii, aby reprezentovaly základní principy reality. Skutečnost, že se hexagramy skládají ze dvou různých složek, potvrzuje základní princip duality, který tvoří podstatu čínského filosofického systému. Přerušená čára odpovídá jinu, tedy pasivnímu principu, jenž je rovněž spojován s ženským elementem, a dále z jangu, jenž je symbolem síly a aktivity a je přiřazován k mužskému elementu. Tyto protiklady jsou principem lidského bytí a díky jejich kombinacím v trigramech a dále v hexagramech vzniká variace možných skutečností působící na vše kolem nás. Těchto osm symbolů je možné dohledat v tabulce níže.
| Trigram název | Trigram grafické znázornění | Obraz                     | Vlastnosti                                                                 | Světová strana | Rodinný status   | Část těla | Roční doba    | Denní doba      |
| Čchien        | ☰                           | nebe                      | tvořivost, síla, denní světlo, pevnost                                     | severozápad    | otec             | hlava     | začátek zimy  | večer           |
| Čen           | ☳                           | bouře                     | vznět, aktivita, vzrušení, růst, rozpínání                                 | východ         | nejstarší syn    | noha      | časné jaro    | časné ráno      |
| Kchan         | ☵                           | voda, mraky, déšť, pramen | nebezpečí, těžkost, hloubka, úzkost, záhadnost                             | sever          | prostřední syn   | ucho      | vrchol zimy   | půlnoc          |
| Ken           | ☶                           | hora                      | klid,nehybnost, ticho, zatvrzelost, čekání, svéhlavost                     | severovýchod   | nejmladší syn    | ruka      | konec zimy    | úsvit           |
| Kchun         | ☷                           | země                      | slabost, poddajnost, tma, vyživování, citlivost, vnímavost, přizpůsobivost | jihozápad      | matka            | břicho    | babí léto     | střed odpoledne |
| Sun           | ☴                           | vítr, dřevo, strom        | jemnost, pronikavost, poctivost, prostota                                  | jihovýchod     | nejstarší dcera  | stehno    | jaro          | střed dopoledne |
| Li            | ☲                           | oheň, slunce, blesk       | jasnost, uvědomění, inteligence, závislost, svit                           | jih            | prostřední dcera | oko       | vrchol léta   | poledne         |
| Tuej          | ☱                           | jezero                    | uspokojení, plnost, přemíra, otevřenost, radost                            | západ          | nejmladší dcera  | ústa      | konec podzimu | soumrak         |
| ------------- | --------------------------- | ------------------------- | -------------------------------------------------------------------------- | -------------- | ---------------- | --------- | ------------- | --------------- |

## Hexagramy
Hexagramy I-ťingu bývají řazeny dle dvou uspořádání. Prvním z nich je tzv. Fu-Siho řazení z 11. století před naším letopočtem. (Právě toto řazení hexagramů přivedlo v 17. stol. "otce" matematiky Gottfrieda Wilhelma Leibnize k objevu dvojkové soustavy. Druhé uspořádání je tzv. Wenovo řazení hexagramů.

## Číselná symbolika
Stejně jako v české kultuře se číslu tři připisuje magický význam, je tomu tak i v kultuře čínské. Například podle Knihy obřadů, stojí člověk uprostřed nebe a země a vytváří tak číslo tři. Nejzásadnějšími atributy jsou Tři Poklady (SAN PAO) - NEBESA, ZEMĚ A PROSTOR PRO ČLOVĚKA a Tři Herci (SAN ZAI) - ČAS, ČLOVĚK, PROSTOR.
Důležitým pojmem je rovněž "Trojice pravd" nebo "tři náboženství" nebo také výrok "trojice učení vytváří jednotu". Jsou tím myšlena tři pro Čínu důležitá náboženství a sice: konfucianismus jako náboženství úcty a rodiny; lidový taoismus jako náboženství komunity; buddhismus jako náboženství smrti světa v jeho celku. Číslo tři je navíc, stejně jako všechna lichá čísla, číslo mužské. Naopak číslo osm, tedy celkový počet všech čar v jednom hexagramu, je stejně jako všechna sudá čísla ženským číslem. To se objevuje v různým kombinacích, například osm symbolů učence, osm symbolů nesmrtelných atd.
Z pohledu biologické podstatyTří Herců (SAN ZAI) docházíme k zajímavému zjištění - jinová žena, jako udržovatel rodu je jangová, jejím číslem je sedm. Ve čtrnácti letech (2 x 7) začíná menstruovat a začíná možnost obnovy rodu, ve čtyřiceti devíti letech (7 x 7) končí menstruace a možnost obnovy rodu
POHLED YG/YN – biologická podstata (proměny světa)
ČAS (6)  ŽENA (7)  MUŽ (8)  PROSTOR (9)
  YN  YG  YN  YG
Ženské číslo osm ovlivňuje život jangového muže. Z pohledu biologické podstatyTří Herců (SAN ZAI) je tedy jinový. V šestnácti letech (2 x 8) končí puberta a začíná možnost obnovy rodu, ve šedesáti čtyřech letech (8 x 8) končí možnost obnovy rodu.(WWW.joachimova.cz, PREZENTACE MUŽ A ŽENA)